# NGC 6582/2
NGC 6582/2 је елиптична галаксија у сазвежђу Херкул која се налази на NGC листи објеката дубоког неба.
Деклинација објекта је + 49° 54' 33" а ректасцензија 18h 11m 5,2s. Привидна величина (магнитуда) објекта NGC 6582 износи 14,4 а фотографска магнитуда 15,4. NGC 65822 је још познат и под ознакама UGC 11146, MCG 8-33-30, CGCG 254-23, KCPG 531B, VV 818, PGC 61513.